# トレイシー・ウィルソン
トレイシー・ウィルソン（Tracy Wilson、1961年9月25日 - ）は、カナダのケベック州ラシーン出身の女性フィギュアスケート選手。1988年カルガリーオリンピックアイスダンス銅メダリスト。パートナーはロバート・マッコール。

## 経歴
1982年から1988年までカナダフィギュアスケート選手権7度の優勝。
1984年サラエボオリンピックに出場し8位。
1988年、地元開催のカルガリーオリンピックで銅メダルを獲得。直後の世界フィギュアスケート選手権後にアマチュアを引退し、プロに転向。同年、カナダ勲章受章。
1991年11月、パートナーであったロバート・マッコールがエイズにより死去したためプロを引退。1992年よりアメリカのCBSやTNTなどのフィギュアスケート解説者として活動している。CBCでのカート・ブラウニングとのコンビによる解説はおなじみとなっている。
2006年よりブライアン・オーサーと共にトロントのクリケット・クラブ（Toronto Cricket, Skating and Curling Club）にてコーチとして指導にあたっている。担当した選手に羽生結弦、ハビエル・フェルナンデス、エリザヴェート・トゥルシンバエワ、ソニア・ラフエンテ、リュボーフィ・イリュシェチキナ、ディラン・モスコビッチ、ナム・グエンなどがいる。

## 主な戦績
| 大会/年      | 1981-82 | 1982-83 | 1983-84 | 1984-85 | 1985-86 | 1986-87 | 1987-88 |
| ------------ | ------- | ------- | ------- | ------- | ------- | ------- | ------- |
| オリンピック |         |         | 8       |         |         |         | 3       |
| 世界選手権   | 10      | 6       | 6       | 4       | 3       | 3       | 3       |
| カナダ選手権 | 1       | 1       | 1       | 1       | 1       | 1       | 1       |